# Hura (gènere)
Hura és un gènere de plantes angiospermes de la família de les euforbiàcies (Euphorbiaceae), natives de Mèxic i l'Amèrica tropical.

## Taxonomia
Aquest gènere va ser publicat per primer cop l'any 1753 a l'obra Species Plantarum de Carl von Linné (1707-1778).

### Espècies
Dins del gènere Hura es reconeixen les dues espècies següents:
- Hura crepitans L.
- Hura polyandra Baill.